# Буче (Малопольське воєводство)
Буче (пол. Bucze) — село в Польщі, у гміні Бжесько Бжеського повіту Малопольського воєводства.
Населення — 1345 осіб (2011).
У 1975-1998 роках село належало до Тарновського воєводства.

## Демографія
Демографічна структура станом на 31 березня 2011 року:
|          | Загалом | Допрацездатний вік | Працездатний вік | Постпрацездатний вік |
| -------- | ------- | ------------------ | ---------------- | -------------------- |
| Чоловіки | 697     | 175                | 467              | 55                   |
| Жінки    | 648     | 141                | 388              | 119                  |
| Разом    | 1345    | 316                | 855              | 174                  |